# Remijia
Remijia är ett släkte av måreväxter. Remijia ingår i familjen måreväxter.

## Dottertaxa tillRemijia, i alfabetisk ordning[1]
- Remijia amazonica
- Remijia amphithrix
- Remijia aracamuniensis
- Remijia argentea
- Remijia asperula
- Remijia berryi
- Remijia chelomaphylla
- Remijia cinchonicarpa
- Remijia delascioi
- Remijia densiflora
- Remijia duckei
- Remijia ferruginea
- Remijia firmula
- Remijia globosa
- Remijia glomerata
- Remijia grazielae
- Remijia hilarii
- Remijia hirsuta
- Remijia hispida
- Remijia hubbardiorum
- Remijia involucrata
- Remijia kuhlmannii
- Remijia leiocalyx
- Remijia longifolia
- Remijia macrocnemia
- Remijia macrophylla
- Remijia maguirei
- Remijia marahuacensis
- Remijia morilloi
- Remijia pacimonica
- Remijia paniculata
- Remijia physophora
- Remijia pilosinervula
- Remijia reducta
- Remijia roraimae
- Remijia sessilis
- Remijia sipapoensis
- Remijia steyermarkii
- Remijia tenuiflora
- Remijia trianae
- Remijia ulei
- Remijia uniflora
- Remijia vaupesiana
- Remijia vellozoi
- Remijia wurdackii